# Rockaway Park – Beach 116th Street (métro de New York)
Rockaway Park – Beach 116th Street est une station du métro de New York située dans le quartier de Rockaway Park dans le Queens. Elle constitue l'un des trois terminus sur de la desserte A, et le terminus ouest de l'IND Rockaway Line qui est issue du réseau de l'ancien Independent Subway System (IND).
Un seul service y circule, uniquement pendant les heures de pointe et dans la direction la plus encombrée : la desserte A. La station est également desservie par le S Rockaway Park Shuttle.